# Падме Амидала
Па̀дме Набѐри (на английски: Padmé Naberrie), известна повече като Па̀дме Амида̀ла Скайуокър (на английски: Padmé Amidala Skywalker), е измислен герой от кинопоредицата Междузвездни войни. Тя дебютира в Епизод I – Невидима заплаха като кралица на планетата Набу; в следващите филми е представител на своя сектор в Галактическия Сенат. Романтичната връзка между Падме Амидала и Анакин Скайуокър (бъдещия Дарт Вейдър) е една от основните сюжетни линии в Клонираните атакуват и Отмъщението на ситите. Плод на тази любов са Люк Скайуокър и Принцеса Лея Органа. Трагичният ѝ завършек е ключов фактор за преминаването на Анакин Скайуокър към тъмната страна на Силата и превръщането му в ситския лорд Дарт Вейдър.
Ролята на Падме Амидала се изпълнява от актрисата Натали Портман. 
Двойничка на Падме е изиграна от Кийра Найтли в Епизод I, поради приликата на двете актриси.